# La Albuera
La Albuera är en ort och kommun i provinsen Badajoz i den autonoma regionen Extremadura i västra Spanien. Orten ligger cirka 22 kilometer sydost om Badajoz. Kommunen har 1 992 invånare (2024), på en yta av 26,37 km².
Orten var platsen för slaget vid Albuera den 16 maj 1811 mellan brittiska trupper under William Carr Beresford och franska trupper under Marskalk Soult under spanska självständighetskriget.